# Pishtacos
Als Pishtacos (nach der Quechua-Legende vom Pishtaku, „Schlächter“) wurde in Peru eine angebliche Gruppe von Serienmördern bekannt, die nach Angaben der peruanischen Polizei bereits seit den 1970er Jahren aktiv gewesen sein soll. Von Polizeiseite werden der Gruppe alleine für 2009 bereits mindestens 60 Morde zur Last gelegt. Ältere Funde wurden von der Polizei bislang nicht angegeben. Ihr Unwesen soll die Bande im zentralperuanischen Huánuco getrieben haben, etwa 400 km nordöstlich der Hauptstadt. 2009 wurde die Geschichte um die Morde als Erfindung von Polizeibeamten entlarvt, die damit nach Vermutung des ehemaligen stellvertretenden Innenministers in Wahrheit Selbstjustiz-Morde durch Beamte zu vertuschen versuchten. Polizeichef Murga musste wegen der Affäre seinen Rücktritt einreichen.

## Legende der angeblichen Bande
Die Gruppe, so die lancierten Behauptungen, war darauf aus, Menschen zu entführen und umzubringen, um an deren Körperfett zu gelangen. Dieses würde dann über in Lima ansässige Zwischenhändler vertrieben und gelangte auf diesem Weg über Fettlaboratorien und Kosmetikfirmen unter anderem auch in europäische Kosmetika. Auf die Spur sei die Polizei den Tätern durch im Dschungel gemachte Knochenfunde sowie einer Flasche mit bernsteinfarbener Flüssigkeit gekommen.
Im November erhielt die Polizei nach eigener Darstellung einen Hinweis, dass auf dem Markt in Lima demnächst Menschenfett angeboten werde. Verdeckte Ermittler nahmen dort den direkten Kontakt zu Verdächtigen auf. Als diese alle nötigen Beweise gesammelt hatten, schlug die Polizei zu und nahm einen ersten Verdächtigen am 3. November 2009 fest. Nach dessen Verhör konnten am 20. November 2009 weitere Festnahmen Verdächtiger erfolgen. Als Hauptverdächtige wurden drei Italiener und ein Peruaner festgenommen. Weitere sechs angebliche Mitglieder der Gruppe sollten sich zu diesem Zeitpunkt noch auf der Flucht befinden. Nach der Festnahme gaben die Verdächtigen beim Verhör an, 15.000 US$ pro Liter Fett verdient zu haben.

## Zweifel an der Authentizität
Medizinische Experten bezweifelten schon vor Enthüllung der Lügengeschichte die Aussage über den hohen Verdienst mit dem Körperfett, da Körperfette für gewöhnlich nicht so hoch gehandelt werden. Tatsächlich hat menschliches Körperfett weder kosmetisch noch medizinisch eine besondere Verwendung, dementsprechend existiert auch kein Markt und die Geschichte erscheint von vornherein absurd, zumal eventueller Bedarf leicht anders gedeckt werden könnte, z. B. durch Fettabsaugungen im Bereich der plastischen Chirurgie, wobei ohnehin verflüssigtes Körperfett anfällt.

## Benennung
Wegen der grausamen Art der Morde und der Fettgewinnung wurde die Gruppe von der Polizei nach der Sagenfigur Pishtaco benannt. Zuerst, so die Behauptungen, töteten die Täter ihre Opfer mit einem Kehlenschnitt, trennten Arme und Beine ab und ließen deren Torso danach über eine Wanne ausbluten. Als dies abgeschlossen war, wurde die Wanne angeblich durch eine zweite ausgetauscht und außen herum Kerzen aufgestellt und angezündet. Durch die daraus entstehende Hitzeentwicklung sollte das Fett dann in die Wanne tropfen, so erklärte der leitende Polizeigeneral Eusebio Félix Murga.